# Manuel Burga Puelles
Manuel Burga Puelles fue un político peruano.
Nació en Chiclayo, Perú, en 1900. Fue elegido en 1950 como diputado por el departamento de Cajamarca durante la fase democrática del Ochenio de Odría. Fue reelegido diputado en 1962 por la misma circunscripción. Su mandato se vio interrumpido por el golpe de Estado que derrocó al presidente Manuel Prado Ugarteche en 1962 a pocos días de culminar el periodo constitucional. En 1963 fue elegido como senador por Cajamarca por el Partido Aprista Peruano. Su mandato, nuevamente, se vio interrumpido por el golpe de Estado que dio inicio al Gobierno Revolucionario de las Fuerzas Armadas.
El año 2006 se inauguró en el distrito de Santa Cruz de la provincia homónima el estadio de fútbol Manuel Burga Puelles en su homenaje. Asimismo existe, en el distrito de Jayanca en la provincia de Lambayeque un colegio con su nombre.